# Verdade Divina
Verdade Divina é um novo movimento religioso ou espiritual baseado na Austrália. Começou em 2005, através do professor espiritual Alan John Miller, também conhecido como A. J., que afirma ser Jesus de Nazaré reencarnado. Miller costumava ser um engenheiro de sistemas de computador.
Em 2007, Miller comprou uma propriedade de 16 hectares em Wilkesdale, Queensland, Austrália. Em 2009, a Verdade Divina comprou outra propriedade de 240 ha com planos para a construção de "centros de aprendizagem" e um centro de visitas para visitantes internacionais. Centenas de pessoas já compraram dezenas de propriedades que ao redor de Miller, perto de Kingaroy.

## Liderança
Quando questionado sobre se ele poderia falar o Aramaico, a língua falada por Jesus, Miller disse, "posso falar. Mas agora eu não posso." Miller diz que conheceu Platão, Aristóteles, Sócrates, Mahatma Gandhi, Moisés, Abraão, Isaque e Jacó na vida após a morte. Em sete minutos de entrevista que foi ao ar no  A Current Affair, Miller afirmou que a Verdade Divina é a verdade de Deus e a absoluta verdade do universo".
Sua parceira, Mary Suzanne Luck, afirma saber que ela é a reencarnação de Maria Madalena.
No programa de variedades britânico This Morning, de 15 de julho de 2015, Miller afirmou que no primeiro século, assim como Jesus, ele estava em um estado de "reconciliação," com Deus, e assim Deus pode realizar milagres através dele; na sua presente "encarnação" ele ainda não está em fase de desenvolvimento e, portanto, não pode realizar milagres. Ele só se reconciliou com Deus, com a idade de 31 no primeiro século. Em sua presente (2015) "encarnação" ele só começou a aceitar que era Jesus com a idade de 40 (embora ele disse que já tinha memórias de ser Jesus, desde que tinha 2 anos de idade).
Quando perguntado por Eamonn Holmes qual sua mensagem para o mundo, Miller respondeu que há duas formas de amor, o amor que flui do indivíduo para outro (o amor natural) e, em seguida, o Amor de Deus (Amor Divino). O amor de Deus pode entrar em uma pessoa e tem o poder de transformar uma pessoa. Miller afirmou que incentiva as pessoas a se engajarem neste processo ao pedir a Deus por Seu amor e, em seguida, observar as mudanças que vão ocorrer uma vez que a pessoa recebe este amor e sua capacidade de compartilhar esse amor com outras pessoas. Miller afirma que se comunica com Deus, não através de palavras, mas que Deus se comunica através de Seu amor e esta é a forma como ele também descobre a Verdade de Deus, um processo aberto a todas as pessoas, todos os filhos de Deus.

## Previsão de mudanças na Terra
Miller fez várias previsões que incluem "marés de 100 pés de altura" que iria transformar Kingaroy em propriedades à beira-mar. As previsões foram definidas para entre 2011 e 2013. Alguns desses eventos cataclísmicos são chamados de "Mudanças na Terra" por Miller e bilhões de pessoas morreriam. Miller descreve alguns desses eventos semelhantes aos eventos do filme 2012. Miller afirmou, em 2011: "sabem o filme de 2012? Sugiro a todos que assistam, todos. Um monte de eventos retratados no filme são semelhantes aos eventos que estarão acontecendo.
Miller também fez declarações semelhantes, como um tsunami de 100 metros sobre a Austrália, um novo continente iria subir até próximo ao Havaí, terremotos devastadores irão ocorrer, alguns países irão desaparecer completamente, enquanto outros países vão mudar completamente.

## Acusações de cultismo
O Cult Awareness and Information Centre havia dito anteriormente da Verdade Divina: "No momento em que alguém se torna Deus ou a voz de Deus na Terra, dá-lhes um outro nível de autoridade para impor submissão." Miller afirma: "Tudo o que fazemos é apresentar seminários e respostas. Eu ainda não consigo entender onde há culto nisso. Havia muitas pessoas no primeiro século, que não acreditaram que eu era o Messias e estavam ofendidas pelo que eu disse - e na verdade eu morri nas mãos de algum deles."